# HMNZS Achilles (70)
«Акіліз» (70) (англ. HMNZS Achilles (70)) — військовий корабель, легкий крейсер типу «Ліндер» Королівського військово-морського флоту Великої Британії за часів Другої світової війни.
13 грудня 1939 року разом з важким крейсером «Ексетер» та іншим легким крейсером класу «Ліндер» — «Ейджекс», «Акіліз» взяв участь у бою з німецьким «кишеньковим» лінкором «Адмірал граф Шпее» у битві біля Ла-Плати.
5 липня 1948 року проданий до складу індійських ВМС (до 1950 року — Королівський індійський флот), де увійшов до строю під назвою HMIS «Делі» (C74).

## Історія створення
«Акіліз» був закладений 8 вересня 1930 року на верфі компанії Cammell Laird у Беркенгеді. Споконвічно конструювався для Королівських ВМС Великої Британії, корабель був 1 жовтня 1936 переданий до Королівського ВМФ Нової Зеландії (перейменований на HMNZS «Акіліз»).

## Історія служби
«Акіліз» став другим у серії з п'яти крейсерів типу «Ліндер», що розроблявся на концептуальних основах важких крейсерів типу «Йорк». Модифікований до рівня "удосконалений «Ліндер», корабель став першим крейсером, що ніс на борту гідролітак Supermarine Walrus. Більш того, на ньому вперше у світі використовували безпілотний керований по радіо літальний апарат, створений на основі DH.82 Queen Bee.
З 31 березня 1937 року крейсер розпочав службу у складі Новозеландської дивізії Королівського флоту, яка згодом стала ядром створених Королівських ВМС Нової Зеландії. Відповідно «Акіліз», на якому 60 % становили новозеландці, став іменуватись «HMNZS Achilles (70)».
З початком Другої світової війни, корабель патрулював води поблизу Південної Америки в пошуках німецьких рейдерів. 22 жовтня 1939 року він прибув до військово-морської бази на Фолклендських островах, де був включений до Південно-американської дивізії Оперативної групи «G» (разом з важкими крейсерами «Ексетер» та «Камберленд»).
13 грудня 1939 року крейсер «Акіліз» у складі сил з крейсерами «Ексетер» та «Аякс» виявили на відстані 150 миль від естуарію річки Ла-Плата німецький «кишеньковий» лінкор «Адмірал граф Шпее», який помилково прийняв їх за транспортний конвой. У свою чергу британці з новозеландцями вважали, що виявили транспортне судно, що прямувало до Аргентини. О 6:15 «Адмірал граф Шпее» першим відкрив вогонь зі своїх гармат. У запеклій битві, що зав'язалась, «Ексетер» дістав серйозних пошкоджень, і був змушений повернути на Фолклендські острови. У «Акіліза» та «Аякса» результати ураження ворожої артилерії не були настільки великими й вони продовжили переслідування «кишенькового» лінкора. У наслідок битви екіпаж «Акіліза» втратив 4-х матросів, командир корабля дістав поранень. Однак, німецький важкий крейсер, після отримання 17 влучень 6-дюймових та 2 — 8-дюймових снарядів британського флоту, втік з поля битви до нейтрального порту Монтевідео. 17 грудня німецький корабель, після того, як його команда залишила борт, був підірваний та самозатоплений екіпажем неподалік від устя річки Ла-Плата.
Після славної перемоги у битві, 23 лютого 1940 року крейсер «Акіліз» повернувся до Окленда, де встав на ремонт до червня. З інтенсифікацією дій німецьких рейдерів у південній частині Тихого океану, «Акіліз» виконував завдання з ескорту союзних конвоїв та перевезення військ у південно-західному Тихому океані. У червні 1941 року разом з австралійським крейсером «Австралія» ескортував конвой US 11A до Адена. У грудні ескортував з крейсерами «Австралія», «Канберра» і «Перт» конвой ZK 5 з метою доставляння військ та вантажів з Сіднею до Порт-Морсбі.
5 січня 1943 року під час проведення операцій поблизу острову Нью-Джорджія був уражений авіаційною бомбою в районі башти X і був змушений прибути на ремонт до Портсмута в Англії, де перебував до травня 1944 року. Пошкоджена башта була демонтована, а на її місце встановили чотири установки QF 2 Mark II. Після повернення до Нової Зеландії, увійшов до британського Тихоокеанського флоту і залучався до проведення операцій до кінця війни на Тихому океані.
Після завершення воєнних дій, крейсер повернувся до Королівського флоту та 17 вересня 1946 року прибув до Ширнесса у Кенті. Незабаром він був проданий Індії та 5 липня увійшов до складу Королівського індійського флоту, як HMIS «Делі» (C74).